# Latawiec (obraz Goi)
Latawiec (hiszp. La cometa) – obraz olejny hiszpańskiego malarza Francisca Goi. 

## Seriakartonów do tapiserii
To dzieło należało do serii kartonów do tapiserii – olejnych obrazów o znacznych rozmiarach przygotowywanych jako wzór dla warsztatów tkackich Królewskiej Manufaktury Tapiserii Santa Bárbara w Madrycie. Na ich podstawie tkano barwne gobeliny, które zdobiły wnętrza królewskich posiadłości. Przeznaczenie kartonów przedstawiało dla pracy malarza pewne ograniczenia, gdyż wykonany przez niego projekt musiał być odpowiednio łatwy do zastosowania w warsztacie tkackim. Obraz nie mógł przedstawiać zbyt wielu detali lub ulubionych przez Goyę przenikających się delikatnych odcieni barw.
Goya wykonał tę serię dla Karola IV (wtedy jeszcze infanta, księcia Asturii), i jego żony Marii Ludwiki Parmeńskiej, z przeznaczeniem do jadalni Królewskiego Pałacu El Pardo. Pracował nad tą serią w latach 1776–78, a większość prac ukończył latem 1777 roku. Oprócz Latawca w skład serii wchodziły także: Parasolka, Bójka przed Nową Karczmą, Podwieczorek na wsi, Spacer w Andaluzji, Tańce w San Antonio de la Florida, Pijący, Gracze w karty, Dzieci zrywające owoce i Dzieci nadymające pęcherz. Tematem serii były pogodne scenki rodzajowe, ukazujące hiszpańskie zwyczaje i zabawy. Goya wycenił jeden z najbardziej udanych kartonów – Parasolkę – na 500 reali (reales de vellón), a za całą serię otrzymał ich 18 000. Była to druga seria kartonów wykonana przez Goyę dla książęcej pary. Pierwsza, ukończona w 1775 roku przedstawiała motywy związane z łowami, między innymi Polowanie na przepiórki. O ile pierwsza seria opierała się na szkicach nadwornego malarza Francisco Bayeu i silnie imitowała jego styl, druga zawierała oryginalne projekty Goi i ujawniała jego rozwijający się talent malarski.

## Analiza
Goya przedstawia sielankową scenkę rodzajową z udziałem hiszpańskich majos i majas – osób z niższych warstw społecznych, które charakteryzował m.in. oryginalny i kolorowy strój. Trzech młodzieńców bawi się na świeżym powietrzu puszczając latawiec. W oddali widać zarys mostu oraz madryckiej Bazyliki San Francisco el Grande. Zabawie przyglądają się rozmawiające nieopodal różne osoby, m.in. kobieta z wachlarzem i mężczyzna ubrany w typową hiszpańską pelerynę. Goya przedstawił mieszkańców Madrytu w sposób naturalny i rzeczywisty. Namalował ich stroje z wiernością i dbałością o szczegóły używając przy tym żywych kolorów. To właśnie oni, a nie tytułowy latawiec, stanowią centrum kompozycji.

## Historia obrazu
Pierwszy gobelin na podstawie tego projektu utkano już w 1779, a następne dwa w latach 1795 i 1800. 
Około 1856–1857 roku razem z innymi kartonami do tapiserii obraz trafił do piwnic madryckiego Pałacu Królewskiego. Odnaleziony przez Gregoria Cruzadę Villaamila obraz został włączony do zbiorów Muzeum Prado w 1870 roku.